# Canton d'Athis-Mons
Le canton d'Athis-Mons est une circonscription électorale française française située dans le département de l'Essonne et la région Île-de-France.
À la suite du redécoupage cantonal de 2014, les limites territoriales du canton sont remaniées. Le nombre de communes du canton passe de 2 à 3.

## Géographie
| Type d'occupation           | Pourcentage | Superficie (en hectares) |
| --------------------------- | ----------- | ------------------------ |
| Espace urbain construit     | 70,2 %      | 1 030,44                 |
| Espace urbain non construit | 7,3 %       | 107,48                   |
| Espace rural                | 22,5 %      | 330,69                   |
| Source : Iaurif             |             |                          |

Le canton d'Athis-Mons est organisé autour de la commune d'Athis-Mons dans l'arrondissement de Palaiseau. Son altitude varie entre trente-deux mètres à Athis-Mons et quatre-vingt-quatorze mètres à Paray-Vieille-Poste.

## Historique
Dans l'ancien département de Seine-et-Oise fut créé un canton d'Athis-Mons en 1964 qui comprenait les communes d'Athis-Mons, Morangis et Paray-Vieille-Poste.
Le canton d'Athis-Mons, division de l'actuel département de l'Essonne, fut créé par le décret no 67-589 du 20 juillet 1967, il regroupait à l'époque les communes d'Athis-Mons et Paray-Vieille-Poste.
Par décret du 24 février 2014, le nombre de cantons du département est divisé par deux, avec mise en application aux élections départementales de mars 2015. Le canton d'Athis-Mons est conservé et s'agrandit. Il passe de 2 à 3 communes.

## Représentation

### Représentation avant 2015
| Période | Période | Identité                   | Étiquette       | Qualité |
| ------- | ------- | -------------------------- | --------------- | --- |
| 1964    | 1967    | René L'Helguen (1922-2016) | Modéré (ex-MRP) | Employé SNCF Maire d'Athis-Mons (1959-1977)                                                                                    |
| 1967    | 1973    | Georges Dosias             | PCF             | |
| 1973    | 1998    | René L'Helguen (1922-2016) | DVD puis RPR    | Employé SNCF Maire d'Athis-Mons (1959-1977 et 1983-1989) Vice-président du conseil général                                     |
| 1998    | 2015    | Patrice Sac                | PS              | Professeur de génie mécanique en lycée Adjoint au maire d'Athis-Mons (1995-2014) Vice-président du conseil général (1998-2015) |

#### Résultats électoraux
Élections cantonales, résultats des deuxièmes tours :
- Élections cantonales de 1992 : 56,88 % pour René L'Helguen (RPR), 43,08 % pour Pascal Noury (PS), 58,24 % de participation[5].
- Élections cantonales de 1998 : 60,12 % pour Patrice Sac (PS), 39,88 % pour Thierry Auriat (FN), 51,74 % de participation[6].
- Élections cantonales de 2004 : 67,10 % pour Patrice Sac (PS), 32,90 % pour Bernard Pinguet (FN), 62,96 % de participation[7].
- Élections cantonales de 2011 : 63,59 % pour Patrice Sac (PS), 36,41 % pour Audrey Guibert (FN), 43,14 % de participation[8].
- Élections départementales de 2015 : 52,07 % pour Pascal Picard et Christine Rodier (Union de la Droite), 47,93 % pour Sylvie Clerc et Patrice Sac (Union de la Gauche)[9]

### Représentation depuis 2015
| Période élective | Période élective | Mandat | Mandat   | Identité               | Nuance | Nuance | Qualité                                                                         |
| ---------------- | ---------------- | ------ | -------- | ---------------------- | ------ | ------ | ------------------------------------------------------------------------------- |
| 2015             | 2021             | 2015   | 2021     | Pascal Picard          |        | LR     | Cadre à Air France-KLM Conseiller municipal (opposition) de Paray-Vieille-Poste |
| 2015             | 2021             | 2015   | 2021     | Christine Rodier       |        | LR     | Maire d'Athis-Mons (2014 → 2020), conseillère municipale (2020 →)               |
| 2021             | 2028             | 2021   | en cours | Marion Beillard        |        | DVG    | Professeure d'histoire-géographie                                               |
| 2021             | 2028             | 2021   | en cours | Jean-Jacques Grousseau |        | PS     | Maire d'Athis-Mons (2020 →)                                                     |

### Résultats détaillés

#### Élections de mars 2015
À l'issue du 1er tour des élections départementales de 2015, deux binômes sont en ballottage : Sylvie Clerc et Patrice Sac (Union de la Gauche, 33,58 %) et Pascal Picard et Christine Rodier (UMP, 32,85 %). Le taux de participation est de 45 % (14 271 votants sur 31 715 inscrits) contre 47,42 % au niveau départemental et 50,17 % au niveau national.
Au second tour, Pascal Picard et Christine Rodier (UMP) sont élus avec 52,07 % des suffrages exprimés et un taux de participation de 45,02 % (6 996 voix pour 14 278 votants et 31 717 inscrits).
Pascal Picard et Christine Rodier sont membres du groupe "Tenir nos engagements" (opposition).

#### Élections de juin 2021
Le premier tour des élections départementales de 2021 est marqué par un très faible taux de participation (33,26 % au niveau national). Dans le canton d'Athis-Mons, ce taux de participation est de 29,51 % (9 605 votants sur 32 548 inscrits) contre 30,18 % au niveau départemental. À l'issue de ce premier tour, deux binômes sont en ballottage : Marion Beillard et Jean-Jacques Grousseau (Union à gauche, 42,28 %) et Aline Durand et Pascal Picard (LR, 21,28 %), Nathalie Lallier et Julien Dumaine arrivant en troisième position (DVD, 16.78%,.
Le second tour des élections est marqué une nouvelle fois par une abstention massive équivalente au premier tour. Les taux de participation sont de 34,36 % au niveau national, 32,47 % dans le département et 31,58 % dans le canton d'Athis-Mons. Marion Beillard et Jean-Jacques Grousseau (Union à gauche) sont élus avec 58,23 % des suffrages exprimés (5 665 voix pour 10 279 votants et 32 553 inscrits),,.

## Composition

### Composition avant 2015

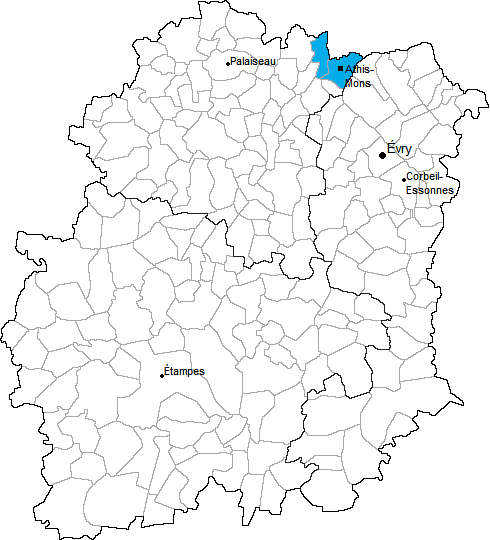
Situation du canton d'Athis-Mons dans le département de l'Essonne avant 2015.

Le canton d'Athis-Mons comptait deux communes.
| Nom                    | Code Insee | Codepostal  | Superficie (km2) | Population (dernière pop. légale) | Densité (hab./km2) |
| ---------------------- | ---------- | ----------- | ---------------- | --------------------------------- | ------------------ |
| Athis-Mons (chef-lieu) | 91027      | 91200       | 8,56             | 29 482 (2012)                     | 3 444              |
| Paray-Vieille-Poste    | 91479      | 91550 94390 | 6,14             | 7 230 (2012)                      | 1 178              |

### Composition depuis 2015
Le canton d'Athis-Mons comprend désormais trois communes entières.
| Nom                                | Code Insee | Intercommunalité         | Superficie (km2) | Population (dernière pop. légale) | Densité (hab./km2) | Modifier                                    |
| ---------------------------------- | ---------- | ------------------------ | ---------------- | --------------------------------- | ------------------ | ------------------------------------------- |
| Athis-Mons (bureau centralisateur) | 91027      | Métropole du Grand Paris | 8,56             | 36 451 (2022)                     | 4 258              | modifier les données · modifier les données |
| Juvisy-sur-Orge                    | 91326      | Métropole du Grand Paris | 2,24             | 18 978 (2022)                     | 8 472              | modifier les données · modifier les données |
| Paray-Vieille-Poste                | 91479      | Métropole du Grand Paris | 6,14             | 7 956 (2022)                      | 1 296              | modifier les données · modifier les données |
| Canton d'Athis-Mons                | 9102       |                          | 16,94            | 63 385 (2022)                     | 3 742              | modifier les données                        |

## Démographie

### Démographie avant 2015

#### Évolution démographique
| 1968   | 1975   | 1982   | 1990   | 1999   | 2006   | 2011   | 2012   |
| ------ | ------ | ------ | ------ | ------ | ------ | ------ | ------ |
| 35 033 | 38 405 | 35 616 | 36 335 | 36 615 | 37 813 | 37 002 | 36 712 |

#### Pyramide des âges
| Hommes | Classe d’âge | Femmes |
| ------ | ------------ | ------ |
| 0,2    | 90 ans ou +  | 0,6    |
| 5,1    | 75 à 89 ans  | 7,4    |
| 12,2   | 60 à 74 ans  | 11,9   |
| 19,9   | 45 à 59 ans  | 19,8   |
| 20,7   | 30 à 44 ans  | 21,6   |
| 20,4   | 15 à 29 ans  | 20,0   |
| 21,5   | 0 à 14 ans   | 18,8   |

| Hommes | Classe d’âge | Femmes |
| ------ | ------------ | ------ |
| 0,3    | 90 ans ou +  | 0,8    |
| 4,4    | 75 à 89 ans  | 6,7    |
| 11,3   | 60 à 74 ans  | 11,9   |
| 19,9   | 45 à 59 ans  | 20,0   |
| 21,9   | 30 à 44 ans  | 21,4   |
| 20,6   | 15 à 29 ans  | 19,2   |
| 21,7   | 0 à 14 ans   | 20,0   |

### Démographie depuis 2015
En 2022, le canton comptait 63 385 habitants, en évolution de +10,34 % par rapport à 2016 (Essonne : +2,89 %, France hors Mayotte : +2,11 %).
| 2013   | 2018   | 2022   |
| ------ | ------ | ------ |
| 52 929 | 59 611 | 63 385 |

## Économie

### Emplois, revenus et niveau de vie
| Répartition des emplois par catégories socioprofessionnelles en 2006. |              |                                           |                                                   |                            |                          |                           |
|                                                                       | Agriculteurs | Artisans, commerçants, chefs d'entreprise | Cadres et professions intellectuelles supérieures | Professions intermédiaires | Employés                 | Ouvriers                  |
| Canton d'Athis-Mons                                                   | 0,1 %        | 3,9 %                                     | 21,1 %                                            | 28,1 %                     | 30,9 %                   | 16,0 %                    |
| Département de l'Essonne                                              | 0,2 %        | 4,5 %                                     | 22,1 %                                            | 27,7 %                     | 27,6 %                   | 17,9 %                    |
| Moyenne nationale                                                     | 2,2 %        | 6,0 %                                     | 15,4 %                                            | 24,6 %                     | 28,7 %                   | 23,2 %                    |
| Répartition des emplois par secteurs d'activités en 2006.             |              |                                           |                                                   |                            |                          |                           |
|                                                                       | Agriculture  | Industrie                                 | Construction                                      | Commerce                   | Services aux entreprises | Services aux particuliers |
| Canton d'Athis-Mons                                                   | 0,1 %        | 3,7 %                                     | 4,0 %                                             | 11,9 %                     | 9,4 %                    | 7,3 %                     |
| Département de l'Essonne                                              | 0,8 %        | 11,5 %                                    | 6,1 %                                             | 15,4 %                     | 18,8 %                   | 6,4 %                     |
| Moyenne nationale                                                     | 3,5 %        | 15,2 %                                    | 6,4 %                                             | 13,3 %                     | 13,3 %                   | 7,6 %                     |
| Sources : Insee,                                                      |              |                                           |                                                   |                            |                          |                           |